# 綾田整治
綾田 整治（あやだ せいじ、1906年3月10日 - 2003年5月10日）は、百十四銀行元頭取・会長。

## 生涯
香川県大川郡長尾町（現在のさぬき市）出生。
東京帝国大学経済学部卒業後、高松百十四銀行に入行。
1944年に取締役営業部長、1948年に専務と昇進を重ね、里見信三の死去を受けて第5代頭取（代表者としては8代目）に就任。46歳での頭取就任は全国最年少であった。トップ在任時には、現本店ビルの竣工や東京証券取引所第一部上場を成し遂げたほか、同行を11都府県にまたがる広域地銀に育て上げ、逝去するまで相談役として在任した。
1978年10月1日当時、同行の株式を250万株所有する個人筆頭株主であった。また、自身の退職金3億円を基礎として、経済的支援を必要とする香川県内在住の高校生を対象とする「公益信託綾田整治記念遺児育英基金」を創設。育英事業にも尽力した。
現相談役である綾田修作は長男。

## 略歴
- 1930年- 東京帝国大学経済学部卒業後高松百十四銀行入行
- 1944年- 取締役営業部長
- 1945年- 常務取締役
- 1948年- 専務取締役
- 1952年- 頭取
- 1975年- 会長
- 1979年- 名誉会長
- 1989年- 取締役相談役
- 1993年- 相談役
- 2003年
  - 5月10日-　坂出市内の病院にて逝去[1]。享年97
  - 5月28日-　全日空ホテルクレメント高松（現・JRホテルクレメント高松）にてお別れの会を開催

## 栄典
- 藍綬褒章
- 勲三等旭日中綬章（1975年）
- 香川県名誉県民（1992年）